# Chowan megye
Chowan megye az Amerikai Egyesült Államokban, azon belül Észak-Karolina államban található. Megyeszékhelye és legnagyobb városa Edenton. Lakosainak száma 13 708 fő (2020. április 1.). Chowan megye Gates, Perquimans, Washington, Bertie és Hertford megyékkel határos.

## Népesség
A megye népességének változása:
| Lakosok száma | 14 755 | 14 802 | 14 711 | 14 726 | 14 394 | 13 708 |
|               | 2010   | 2011   | 2012   | 2013   | 2015   | 2020   |